# Claude-Prosper Jolyot de Crébillon
Claude-Prosper Jolyot de Crébillon (Parigi, 14 febbraio 1707 – Parigi, 12 aprile 1777) è stato uno scrittore francese.
Figlio di Prosper Jolyot de Crébillon, fu autore dei romanzi L'Écumoire (1733) e Le Sopha (1745), che gli valsero l'esilio ed il carcere come dissidente politico.
Nel 1738 pubblicò l'opera Les égarements du coeur et de l'esprit, che lo fece divenire celeberrimo, al punto da ottenere la carica di censore reale.
In Italia è noto per i romanzi La notte e il momento e Il sofà.